# Anton Keller (Maler, 1775)
Joseph Maria Anton Keller (* 28. Mai 1775 in Pfronten; † nach 1826) war ein deutscher Maler, der vor allem in Kroatien aktiv war. Er gehörte der Pfrontener Künstlerfamilie Keller an. Sein Œuvre dürfte sehr umfangreich gewesen sein, ist aber nur in Teilen erhalten und erforscht.

## Leben
Anton Keller war der zweite Sohn des Pfrontener Barockmalers Joseph Keller und seiner Ehefrau Anastasia, geb. Klöck. Er wurde wohl zunächst, wie auch der jüngere Bruder Alois, von seinem Vater ausgebildet und studierte ab 1798 an der Wiener Kunstakademie. Zur Zeit seines Studiums wohnte er in Wien in der Leopoldgasse 156 beim Blauen Schiff. Anschließend gelangte er über die Steiermark nach Varaždin und Zagreb. Vermutlich hatte er dort eine Werkstatt, was die unterschiedliche Qualität und Thematik der mit seinem Namen signierten Werke erklären dürfte. Überliefert sind Aufzeichnungen, nach denen der Stadtrat von Varaždin am 10. Januar 1801 über einen Antrag Kellers, in dieser Stadt bleiben zu dürfen, beriet. Keller konnte damals keine Unterlagen über seine Herkunft vorlegen, weil Augsburg, das er im Widerspruch zu den Pfrontener Unterlagen als seinen Geburtsort angab, besetzt war. Dem Verlangen wurde zunächst stattgegeben, jedoch mit der Auflage, dass Keller entsprechende Dokumente nachreichte. Im Sommer desselben Jahres kam ein Schreiben Joseph Kellers in Varaždin an, dem unter anderem der Taufschein Kellers beigelegt war. Nachdem so die rechtliche Situation Anton Kellers geregelt worden war, heiratete er am 18. Januar 1802 Mariana Smik, Tochter eines Joseph Smik aus der Steiermark, in der Pfarrkirche St. Nikolaus in Varaždin.
1805 war er Mieter des Schneiders Leopold Thonhauser in Varaždin. 1807 erhielt er den Auftrag, Straßenschilder und Hausnummern für Varaždin zu malen. Anfang 1811 ließ er sich von seiner Frau scheiden und wurde zu Unterhaltszahlungen von 15 Forint monatlich verpflichtet. Im Gegenzug wurde Mariana Keller verpflichtet, der „Wirtschafterin“ ihres Exmannes und den Kindern, die aus dem Verhältnis Kellers mit dieser Frau stammten, ein Jahr lang keine Probleme zu bereiten und sich ihnen gegenüber freundlich zu verhalten. Der Stadtrat, der am 8. März 1811 über die Angelegenheit beriet, empfand den Vorfall aber als Skandal und beschloss, Kellers Geliebte binnen drei Tagen aus der Stadt zu entfernen und Keller zum weiteren ehelichen Zusammenleben mit Mariana zu zwingen. Möglicherweise hat er daraufhin die Stadt verlassen, jedenfalls liegen keine weiteren Dokumente über Kellers Aufenthalt in Varaždin vor und seine Tätigkeit scheint sich in den 1820er Jahren Richtung Zagreb verlagert zu haben.
1816 sollte er einen Schüler, Vinko Wallenek, in die Lehre aufnehmen. Dieser malte in den 1820er Jahren Altarbilder für die ehemalige Klosterkirche in Remete. Wann und wo Anton Keller starb, ist nicht bekannt.

## Werke
Anton Keller schuf in der Tradition seiner Familie spätbarocke Fresken, Ölbilder religiösen Inhalts und Porträts. Ivan Kukuljević Sakcinski, der Keller in seinem 1858 erschienenen Lexikon der südslawischen Künstler aufnahm, führte nur die religiösen Malereien Kellers auf. Er erwähnte Fresken mit zwei Szenen aus dem Leben des heiligen Maximilian in der entsprechenden Kapelle der einstigen Pauliner-Klosterkirche in Remete, die 1812/13 entstanden und 1880 durch ein Erdbeben zerstört wurden, ein Fresko der Heiligen Dreifaltigkeit in der Schlosskapelle von Lobor in Zagorje und diverse Altarbilder. Das Gemälde mit der heiligen Barbara in der Pfarrkirche St. Magdalena in Kneginec wurde 1811 geschaffen, 1815 malte Keller einen heiligen Antonius von Padua für die Pfarrkirche St. Markus in Vinica. Aus der Nähe dieser Kirchen zu Zagreb und der damaligen Bedeutung Zagrebs als Hauptstadt Kroaktions schloss Kukuljević Sakcinski, Keller sei in Zagreb ansässig gewesen, was Tanja Zimmermann aber als Irrtum bezeichnet. Aus dem Jahr 1820 stammt eine Darstellung des heiligen Johannes Nepomuk im Diözesanmuseum in Zagreb. 1826 malte Keller drei Altarbilder für die Friedhofskapelle St. Georg in Zagreb: einen heiligen Georg im Kampf mit dem Drachen, eine Maria mit dem Kind und ein weiteres Bild, das seit dem Zweiten Weltkrieg verschollen ist. Bekannt sind außerdem zwei Darstellungen Josephs mit dem Jesuskind, von denen sich die eine in Podvorec befindet, die andere in der Pfarrkirche von Kneginec. Letztere stammt aus dem Jahr 1811, die Podvorecer Version aus dem Jahr 1810.

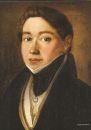
Porträt des Josip Herović

Keller malte 1802 die Bildnisse eines bürgerlichen Ehepaars. Sie befinden sich im Landesmuseum von Maribor. 1804 porträtierte er den Kaufmann Vincenz Gortan und seine Frau. Diese Bilder befinden sich im Museum für Kunst und Gewerbe in Zagreb. Ein weiteres Porträt, das Keller schuf, zeigt den Lehrer Josip Herović und wird im Museum von Samobor aufbewahrt. Es gibt im Kroatischen Historischen Museum in Zagreb weitere Porträts, die zwar nicht signiert sind, aber Keller mit einiger Sicherheit zugeschrieben werden können.
Während sie die religiösen Werke Kellers als nicht allzu bedeutend und auch nicht unbedingt alle als authentisch ansieht, misst Tanja Zimmermann den Porträts eine gewisse Bedeutung zu: Keller gehöre „zu den ersten bürgerlichen Porträtmalern Kroatiens und zu den Vorbereitern des Biedermeier, der zwei Jahrzehnte später Kroatien eroberte [...] Die ästhetische Qualität der schönsten Bildnisse liegt in ihrer unrhetorischen Unmittelbarkeit, die gerade durch die Reduzierung der Darstellung auf die Wiedergabe des Augenscheins Platz für eine zeitlose Art von Psychologie schafft. In Kellers charaktervollen, wenn auch an einen einfachen Typus gebundenen Bildnissen tritt uns ein sich selbst bejahendes Provinzbürgertum vor Augen, noch bevor es in der Geschichte Kroatiens eine bedeutende Rolle erringen konnte [...] Kellers Porträts sind ernste Zeugnisse einer für die Geschichte Kroatiens [...] bedeutsamen geschichtlichen Periode.“